# Чернова, Елена Семёновна
Еле́на Семёновна Черно́ва (девичья фамилия — Ши́шман; родилась 23 декабря 1962 года, Свердловск) — советский и российский режиссёр-аниматор, сценарист, художник, продюсер, актриса озвучивания.

## Биография
Елена Чернова (Шишман) родилась 23 декабря 1962 года, в 1978 году в Свердловске-45 закончила детскую художественную школу, училась в школе 71, в 1987 году — Московский технологический институт лёгкой промышленности по специальности «модельер-технолог изделий из кожи». В 1987—1988 годах работала по специальности на Московской обувной фабрике «Буревестник». В 1990 году окончила курсы аниматоров при студии «Пилот», где потом работала как режиссёр. Работала как дизайнер полиграфии в «Престиж арт паблишер», арт-директором «Эрики». В 2002 году закончила Высшие курсы сценаристов и режиссёров (мастерская Фёдора Хитрука и Эдуарда Назарова).

## Личная жизнь
Дочь Полина Чернова (родилась в 1988 году).

## Фильмография

### Режиссёр-постановщик
- 2002 — «Про девочку, которая нашла своего мишку»
- 2003 — «2+1=…»
- 2004 — «Умная дочка» (цикл «Гора самоцветов»)
- 2006 — «Не скажу!» (цикл «Гора самоцветов»)
- 2007 — «Заяц-слуга» (цикл «Гора самоцветов»)
- 2007 — Социальные ролики «Правила дорожного движения»
- 2009 — «Солдатская песня» (цикл «Гора самоцветов»)
- 2011 — «Ягодный пирог»
- 2014 — «Чуки-Куки»
- 2015 — «Вверх ногами, или Где-то в том лесу»

### Режиссёр
- 2014 — «Дерево» (сериал «Паровозик Тишка»)
- 2014 — «Сказка» (сериал «Паровозик Тишка»)
- 2014 — «Главная роль» (сериал «Паровозик Тишка»)
- 2018 — н. в. — «Оранжевая корова»

### Режиссёр озвучивания
- 2009—2015 — «Маша и Медведь» (в титрах указана как Е. Чернова)
- 2014—2019 — «Котики, вперёд!»
- 2016 — «Ёлочка»

### Озвучивание мультфильмов
- 1984 — «А в этой сказке было так…» — Баба-Яга, она же «Красна девица»
- 1984 — «Плюх и Плих»

### Сценарист
- 2004 — «Умная дочка» (цикл «Гора самоцветов»)
- 2009 — «Солдатская песня» (цикл «Гора самоцветов»)
- 2010 — «Проделки лиса» (цикл «Гора самоцветов»), (в титрах указан как Л. Чернова)
- 2018 — н. в. — «Оранжевая корова»
- 2022 — «Маша и Медведь в кино: 12 месяцев»

### Художник-постановщик
- 2003 — «2+1=…»
- 2004 — «Умная дочка» (цикл «Гора самоцветов»)
- 2011 — «Гуси-лебеди» (цикл «Машины сказки»)

### Продюсер
- 2019 — «Умка на ёлке» — Креативный продюсер «Союзмультфильм»
- 2019 — «Пластилинки. Музыкальные инструменты» — Креативный продюсер «Союзмультфильм»
- 2019—2021 — «Пластилинки Зверушки» — Креативные продюсер «Союзмультфильм»
- 2019—2021 — «Пластилинки. Машинки» — Креативный продюсер «Союзмультфильм»
- 2020 — «Пластилинки. Растения» — Креативный продюсер «Союзмультфильм»

### Художественный руководитель
- 2015 — н. в. — «Малышарики»
- 2015—2017 — «Тима и Тома» — Художественный руководитель группа компаний «Рики»
- 2018—2020 — «Простоквашино» — Художественный руководитель «Союзмультфильм»
- 2018 — н. в. — «Оранжевая корова» — Художественный руководитель «Союзмультфильм»
- 2020—2021 — «Зебра в клеточку» — Художественный руководитель «Союзмультфильм»
- 2022 — «Маша и Медведь в кино: 12 месяцев» — Художественный руководитель «Animaccord»
- 2023 — «Маша и Медведь в кино: Скажите «Ой!»» — Художественный руководитель «Animaccord»

## Награды
- «Про девочку, которая нашла своего мишку»
  - Приз «За лучший студенческий фильм» на VIII МФАФ «Золотая рыбка» в Москве, 2003;
  - Приз «ATALANTA» на XXVII МФАФ CINANIMA в Эшпиньо, Португалия, 2003;
  - Спец. награда в категории студ. фильмов на XVI МФАФ в Загребе, Хорватия, 2004.[1]
- Мультфильм «2+1=…»
  - 1е место на II МФАФ «Мультивидение», Санкт-Петербург, 2004;
  - Диплом «за образность и лаконизм анимационного высказывания» Жюри IX Открытого Российского фестиваля анимационного кино, 2004.[2]
- «Умная дочка»
  - 2005 — Х Московский Международный фестиваль детского анимационного кино «Золотая рыбка» — Спецприз жюри.[3]
- Мультфильм «Не скажу!»
  - 2006 — XI Международный фестиваль детского анимационного кино «Золотая рыбка» — Приз «За сказочность».[4]
- Мультфильм «Заяц-слуга»
  - 2008 — Премия «Золотой орёл» за лучший анимационный фильм. Лауреатами премии стала группа режиссёров студии «Пилот»: Инга Коржнева («Крошечка-Хаврошечка»), Сергей Меринов («Куйгорож»), Елена Чернова («Заяц-слуга»), Марина Карпова («Медвежьи истории»), Леон Эстрин («Чепоги»).[5]
- Социальные ролики «Правила дорожного движения»
  - 2008 — XIII Открытый Российский фестиваль анимационного кино в Суздале — Приз «Лучшая прикладная анимация».[6]
- Мультфильм «Солдатская песня»
  - 2009 — XIV Открытый Российский фестиваль анимационного кино в Суздале — Гран-при фестиваля.[7]
  - 2009 — XVII Международный фестиваль «Окно в Европу» в Выборге в конкурсе анимационного кино — «Золотая ладья».[8]
  - 2009 — Международный фестиваль анимации для детей «Золотая рыбка-2009» — Гран-при фестиваля[9]
  - 2009 — VII Международный фестиваль анимационных искусств «Мультивидение» — 1 место[10]
- Мультфильм «Ягодный пирог»
  - 2011 — XVIII Международный фестиваль анимационных фильмов «КРОК» — Диплом «За очаровательную фантазию»[11]
  - 2011 — XVI Международный фестиваль детского анимационного кино «Золотая рыбка» — Спецприз жюри «Лучший фильм для малышей».[12]
  - 2012 — XVII Открытый Российский фестиваль анимационного кино в Суздале — Приз за лучший фильм для детей[13]